# Pretzschendorf
Pretzschendorf – dzielnica gminy Klingenberg w Niemczech, w kraju związkowym Saksonia, w powiecie Sächsische Schweiz-Osterzgebirge, wchodzi w skład wspólnoty administracyjnej Klingenberg. Do 29 lutego 2012 należała do okręgu administracyjnego Drezno. Do 30 grudnia 2012 samodzielna gmina i siedziba wspólnoty administracyjnej Pretzschendorf. Dzień później po połączeniu z gminą Höckendorf powstała gmina Klingenberg, a nazwę wspólnoty administracyjnej zmieniono również na Klingenberg.